# Cornel Todea
Cornel Todea (n. 18 noiembrie 1935, Cluj, România – d. 30 august 2012, București, România) a fost regizor român de teatru și film și, ocazional, actor. 

## Biografie
- 1959 – Licențiat al Facultății de Regie a Institutului de Artă Teatrală și Cinematografie București.
- 1960 - 1987 – Regizor artistic de televiziune;
- 1969 - 1971 – Director al Redacției Teatru - Film, TVR;
- din 1987 – Regizor și Director al Teatrului Ion Creangă;
- Peste 50 de piese de teatru puse în scenă pe următoarele scene: Teatrul Național București, Teatrul Nottara, Teatrul Național din Iași, Teatrul Național din Cluj, Teatrul din Piatra Neamț, Teatrul Mic, Teatrul Bulandra, Teatrul Ion Creangă.

Regizorul Cornel Todea a fost decorat la 13 decembrie 2002 cu Ordinul național Serviciul Credincios în grad de Cavaler, alături de alți actori, „pentru devotamentul și harul artistic puse în slujba teatrului romanesc, cu prilejul împlinirii unui veac și jumătate de existență a Teatrului Național din București”.

## Televiziune
- Regizor a peste 200 de spectacole de teatru, emisiuni muzicale, de divertisment, filme artistice și documentare de TV la TVR.
- Peste 300 de talk-show-uri: AS Show (la Tele7 ABC), Dintre Sute de Catarge, 7 Arte (la TVR) Scena (TVR Cultural).

## Premii
- 1969 – Roma, Premiul al doilea pentru regia spectacolului Nu sunt Turnul Eiffel de Ecaterina Oproiu
- 1991 – Premiul pentru cea mai bună regie cu spectacolul Cei mai puternici, de August Strindberg
- 1993 – Premiul APTR “Cea mai bună piesă TV a anului” pentru spectacolul „Trei Surori”, de A.P. Cehov
- 1996 – Premiul anual al APTR pentru talk-show-ul cu poetul Gellu Naum
- 1996 – Premiul special al fundației Ethnos pentru  “contribuția adusă la câștigarea unei perspective mai profunde asupra valorilor naționale”
- 1996 – Premiul pentru regia spectacolului cu piesa într-un act IMPROVIZAȚIE LA ALMA de Eugen Ionescu
- 1998 – Premiul UNITER pentru Teatru TV – piesa „Totul e un joc”

## Spectacole montate

### Pe diverse scene teatrele din țară
- Omul cu o floare de Luigi Pirandello
- Othello de William Shakespeare
- Prințul negru de Iris Murdoch
- Monștrii sacri de Jean Cocteau
- Orfeu în Infern de Tennessee Williams
- Mizerie și noblețe de Eduardo Scarpetta
- Cazul Oppenheimer de Heinar Kipphardt
- Zygger - Zagger, de Peter Terson [4], 1969, Teatrul Tineretului, Piatra Neamț
- Cădere liberă [5] de Colin Mortimer
- Improvizație la Alma de Eugene Ionesco
- Farsa jupânului Pathelin (autor necunoscut, secolul al XV-lea)
- Domnișoara Nastasia de George Mihail Zamfirescu
- Febre de Horia Lovinescu
- O casă onorabilă de Horia Lovinescu
- Alibi de Ion Băieșu
- Tandrețe și abjecție de Teodor Mazilu

### Spectacole montate la Opera din București
- Hansel și Gretel de Engelbert Humperdink
- Elixirul dragostei de Gaetano Donizetti

### Spectacole montate laTeatrul pentru copii
- Hocus Pocus și-o găleată de A. E. Greidanus
- Trei grăsani de Iuri Oleșa [6]
- Cântăreții din Bremen de frații Grimm
- Ivan Turbincă după Ion Creangă
- Pinocchio după Carlo Goldoni
- David Copperfield de Charles Dickens
- Albă ca Zăpada de frații Grimm
- Furtuna de William Shakespeare
- Voi, scandal cu orice preț după Ion Luca Caragiale
- Pălăria cu surprize - spectacol interactiv

## Filmografie

### Regizor
- Adio dragă Nela (1972)
- Singur printre prieteni (1979)
- Dragostea mea călătoare (1980)

### Actor
- Liniștea din adîncuri (1982)
- Pe malul stîng al Dunării albastre (1983)